# John L. Jolley

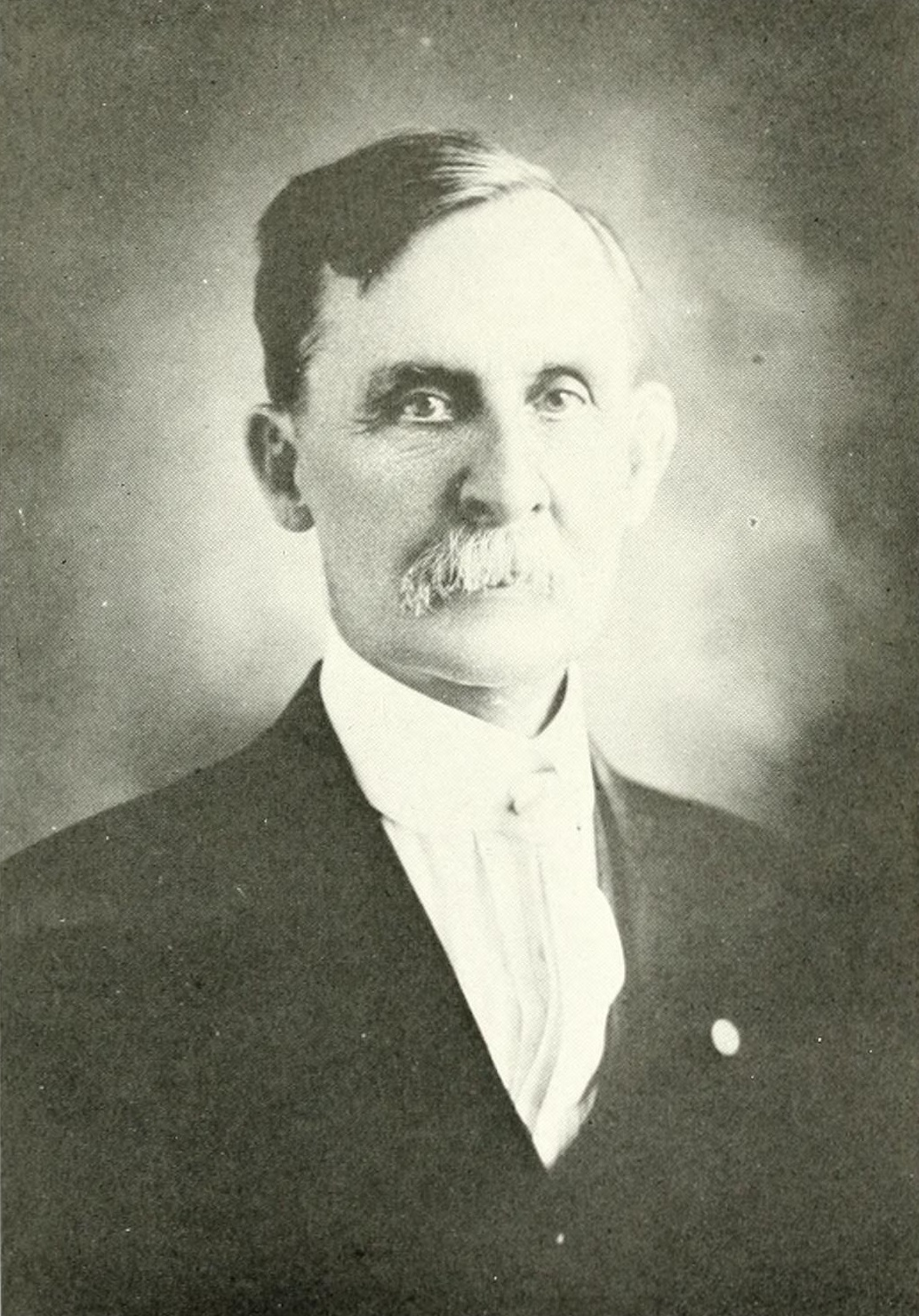
John L. Jolley

John Lawlor Jolley (* 14. Juli 1840 in Montreal, Kanada; † 14. Dezember 1926 in Vermillion, South Dakota) war ein US-amerikanischer Politiker. Zwischen 1891 und 1893 vertrat er den zweiten Wahlbezirk des Bundesstaates South Dakota im US-Repräsentantenhaus.

## Frühe Jahre
John Jolley besuchte die öffentlichen Schulen seiner kanadischen Heimat und das Eastman Business College in Poughkeepsie (New York). Im Jahr 1857 ließ er sich in Wisconsin nieder. Während des Bürgerkriegs diente er als Leutnant in einer Infanterieeinheit aus Wisconsin. Nach dem Krieg studierte er Jura. Im Jahr 1866 wurde er als Rechtsanwalt zugelassen. Daraufhin begann er in Vermillion im Dakota-Territorium in seinem neuen Beruf zu arbeiten.

## Politische Laufbahn
Jolley wurde Mitglied der Republikanischen Partei. Von 1867 bis 1868 war er Abgeordneter im territorialen Repräsentantenhaus. 1875 und 1881 war er Präsident des territorialen Regierungsrates. In den Jahren 1877 und 1885 wurde John Jolley zum Bürgermeister der Stadt Vermillion gewählt. 1884 war er Delegierter zur Republican National Convention und 1889 war er Mitglied der verfassungsgebenden Versammlung von South Dakota. Nach dem Beitritt South Dakotas zu den Vereinigten Staaten wurde er in den Staatssenat gewählt. Als der Kongressabgeordnete John Rankin Gamble im August 1891 verstarb, gewann John Jolley die Nachwahl um dessen Mandat im Repräsentantenhaus. Dieses übte er zwischen dem 7. Dezember 1891 und dem 3. März 1893 aus. Bei den nächsten regulären Kongresswahlen im Jahr 1892 kandidierte er nicht mehr.
Nach dem Ende seiner Zeit im Kongress zog sich John Jolley aus der Politik zurück und arbeitete wieder als Rechtsanwalt. Er starb im Dezember 1926 in Vermillion.